# Христо Славейков
Христо Петков Славейков е български общественик, юрист и политик от Демократическата партия, председател на Народното събрание (1908 – 1910) и министър на правосъдието във втория кабинет на Александър Малинов (1910 – 1911).

## Биография

### Образование и младежки години
Христо Славейков е роден на 30 ноември 1862 г. в Трявна, тогава Османска империя. Учи в родния си град (1872 – 1880), след което получава стипендия в Южнославянския пансион в Николаев, Русия. След Освобождението завършва право в Харков, Руска империя.
Завръща се в България през 1881 г. и работи като заместник-прокурор в Софийския окръжен съд и съдия във Варна и Кюстендил (до 1884 година). Член е на Варненския окръжен съд и председател на Кюстендилския окръжен съд. Между 1885 – 1890 г. завършва право във френското градче Екс ан Прованс. Установява се в Кюстендил на следващата година, където остава до края на живота си. Работи като съдия, председател на окръжния съд и адвокат. Член на Демократическата партия. Редактира местни органи на Демократическата партия в Кюстендил – в. „Знаме“ и в. „Борба“. Публикува материали във в. „Пряпорец“, сп. „Демократически преглед“ и др., на които е известно време сътрудник.

### Политическа дейност
Славейков е народен представител в IX (1896 – 1899), XI (1901), XIV (1908 – 1911), XVI (1913), XVII (1914 – 1919), XVIII (1919 – 1920), XIX (1920 – 1923), XX (1923) и XXI (1923 – 1927) Обикновено Народно събрание. Бил е за кратко председател на XIV Обикновено народно събрание (1908 – 1910) и министър на правосъдието (1910 – 1911). Умира на 8 ноември 1935 година в Кюстендил, България. Удостоен е със званието „почетен гражданин на Кюстендил“ през 2008 г.

## Семейство
Христо Славейков е син на Петко Славейков (1827 – 1895) и брат на Иван Славейков (1853 – 1901) и Пенчо Славейков (1866 – 1912).